# Sandra Giles
Lelia Bernice Giles, cujo nome artística é Sandra Giles (Hooker, 24 de julho de 1932 - Los Angeles, 25 de dezembro de 2016), foi uma modelo e atriz estadunidense.
Seu primeiro trabalho como atriz, foi uma participação na série de televisão "The People's Choice", em 1957. Numa ação de marketing na pré-estréia do filme Teacher's Pet, com Clark Gable, quando foi contratada para descer de um cadillac inteiramente revestido de pelúcia rosa, acabou roubando a atenção dos repórteres na première. Com isto, a revista Life lhe dedicou um ensaio fotográfico intitulado “Como se tornar uma estrela”, e ainda lhe rendeu seu primeiro papel de destaque no filme "Daddy-O", de 1958. No mesmo ano, atuou em The Matchmaker, ao lado de Shirley MacLaine e em "Lost, Lonely and Vicious".
Atuando ao lado de artistas de sucesso para a época, como em It Happened at the World's Fair com Elvis Presley e em filmes especialmente feitos para a juventude transviada do início da década de 1960, não demorou para trabalhar como modelo publicitário e pin-up. Na década de 1970, namorou o tenista Bobby Riggs.
Também trabalhou ao lado de Tony Randall e Mickey Rooney na peça "The Odd Couple". Seu último trabalho no cinema foi em "The Mad Bomber" (1973) e na televisão foi num episódio da série Columbo, no ano de 1990.
Morreu no dia de natal de 2016, aos 84 anos, em decorrência de complicações de Penfigoide bolhoso.